# 勒维约马尔谢
勒维约马尔谢（法語：Le Vieux-Marché，法語：[lə vjø maʁʃe] ⓘ，意为“旧市场”）是法国阿摩尔滨海省的一个市镇，位于该省西部，属于拉尼永区。

## 地理
勒维约马尔谢（48°36'25"N, 3°26'53"W）面积23.13 平方千米，位于法国布列塔尼大區阿摩尔滨海省，该省份为法国西北部沿海省份，位于布列塔尼半岛北部，北濒大西洋英吉利海峡，西接菲尼斯泰尔省，南至莫尔比昂省，东临伊勒-维莱讷省。
与勒维约马尔谢接壤的市镇（或旧市镇、城区）包括：普卢阿雷特、普卢贝尔、普卢内韦莫埃代克、普吕聚内特、特雷格罗姆。

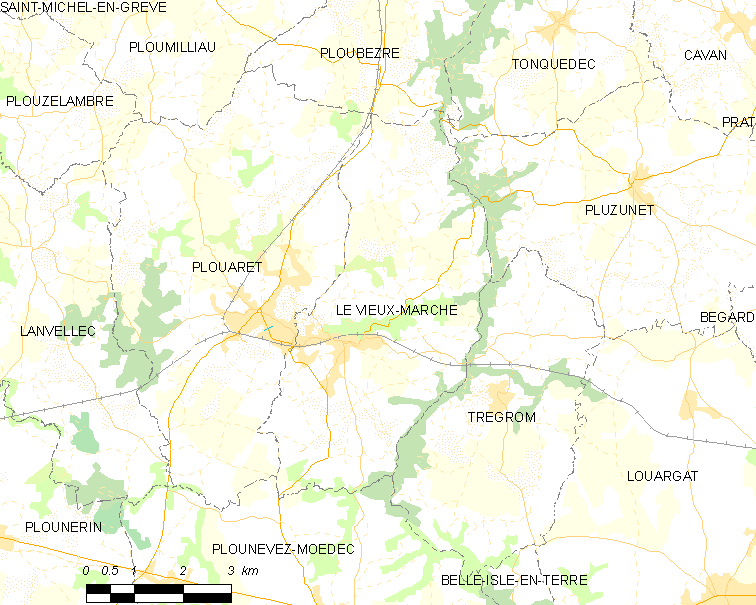
勒维约马尔谢的OSM定位图

勒维约马尔谢的时区为UTC+01:00、UTC+02:00（夏令时）。

## 行政
勒维约马尔谢的邮政编码为22420，INSEE市镇编码为22387。

## 政治
勒维约马尔谢所属的省级选区为普莱斯坦莱格雷沃县。

## 人口

1962-2008年间勒维约马尔谢人口变化图示

勒维约马尔谢于2022年1月1日时的人口数量为1276人。